# Bezalel Smotrich
Bezalel Yoel Smotrich (in ebraico בְּצַלְאֵל יוֹאֵל סְמוֹטְרִיץ׳‎?; Haspin, 27 febbraio 1980) è un avvocato e politico israeliano.
Leader del Partito Nazionale Religioso-Sionismo Religioso, partito di estrema destra nato dalla fusione tra il Partito Sionista Religioso e La Casa Ebraica, è membro della Knesset dal 2015 e Ministro delle finanze nel sesto governo Netanyahu dal 29 dicembre 2022 nonché già Ministro dei trasporti e della sicurezza stradale nel quarto governo Netanyahu tra il 2019 e il 2020.

## Biografia
Bezalel Smotrich è nato ad Haspin, un insediamento israeliano nelle alture del Golan, ed è cresciuto nell'insediamento di Beit El in Cisgiordania. Ha antenati nella città ucraina di Smotryč, da cui ha origine il suo nome. Suo padre era un rabbino ortodosso e Smotrich ricevette un'educazione religiosa, frequentando Mercaz HaRav Kook, Yashlatz e Yeshivat Kedumim.
Durante il periodo nelle forze di difesa israeliane (IDF), ha prestato servizio nella Divisione operazioni dello stato maggiore generale. Ha conseguito una laurea in giurisprudenza presso l'Ono Academic College, e ha iniziato un master in diritto pubblico e internazionale presso l'Università Ebraica di Gerusalemme, anche se non lo ha completato. Avvocato, Smotrich è un ebreo ortodosso. È un sostenitore dell'espansione degli insediamenti israeliani in Cisgiordania, si oppone alla creazione di uno Stato palestinese e nega l'esistenza del popolo palestinese.

## Attivismo politico
È stato arrestato durante le proteste contro il piano di disimpegno nel 2005 ed è stato tenuto in carcere per tre settimane, ma non è stato poi accusato. Nel 2006, ha contribuito a organizzare la "Beast Parade" come parte delle proteste contro una parata del Gay Pride a Gerusalemme.
È co-fondatore della ONG Regavim, che monitora e intraprende azioni legali nel sistema giudiziario israeliano contro le costruzioni intraprese da palestinesi, beduini e altri arabi in Israele e in Cisgiordania senza i permessi israeliani.

## Vita privata
È sposato con Revital ed è padre di sette figli. La famiglia vive fuori dall'insediamento coloniale di Kedumim in Cisgiordania occupata, in una casa che è stata costruita illegalmente ai sensi del diritto israeliano, al di fuori del territorio demaniale e in violazione del piano generale dell'insediamento.